# Glif emblema

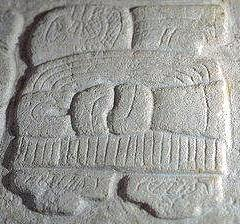
Glif de l'emblema de Tikal

Un glif emblema és, en escriptura maia, un bloc format per un glif principal, que designa una entitat política maia clàssica, i un grup de dos afixos constants. Se sol adscriure a un nom propi, constitueix un títol reial, i en designa el portador com a sobirà d'una ciutat maia clàssica, el nom de la qual sol ser de caràcter geogràfic o mitològic.

## Descobriment
Aquesta noció en l'epigrafia maia fou estudiada per Heinrich Berlin. L'any 1958, aquest arqueòleg germanomexicà publicà un estudi fonamental sobre el tema en la revista Le journal de la société des américanistes. Examinant inscripcions de jaciments maies clàssics a les Terres Baixes, havia descobert blocs de glifs dels quals una part (els afixos) era sempre la mateixa, mentre que el glif principal variava segons l'indret. Va concloure que aquest glif designava una entitat política maia. N'identificà vuit. Actualment en coneixem més d'una seixantena. En el passat, els afixos eren coneguts com el "grup de l'aigua" i el "glif ben-ich".

## Significat
Gràcies als avenços en el desxiframent de l'escriptura maia, aquests glifs es poden llegir: el prefix k'uhul' i ahau, és a dir, "senyor diví (de)» seguit del glif principal. Algunes entitats, com ara Palenque, tenien dos glifs emblema diferents. També pot passar que dues entitats tinguen el mateix glif emblema, com ara Tikal i Dos Pilas, perquè aquesta darrera és fundada per la família reial de la primera.

## Implicacions
El descobriment de Heinrich Berlin canvià profundament la nostra percepció de la civilització maia clàssica. En concret, desacredità una teoria desenvolupada per Sylvanus Morley, que fou molt popular durant la primera meitat del segle xx, segons la qual hi havia a l'època clàssica un "Imperi Antic», amb Tikal com a capital, que hauria estat succeït en el postclàssic per un «Nou Imperi", dirigit per Chichén Itzá.